# Гінсбург Софія Михайлівна
Гінсбург Софія Михайлівна (20 березня (1 квітня) 1863, Комишуваха — 7 (19) січня 1891, Шліссельбург) — російська революціонерка-народниця.